# Rörpost

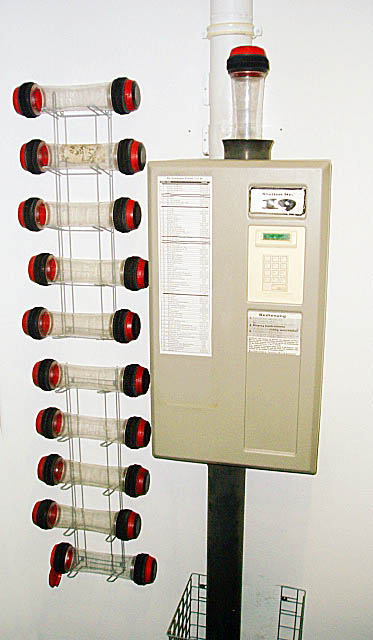
Rörpoststation. En startklar kapsel i röret till höger.

Rörpost är ett system för postbefordran i ett slutet rörsystem. I ett rörpostsystem används tryckluft och med hjälp av över- eller undertryck (vakuum) kan man transportera en tub eller kapsel direkt eller genom en serie växlar till önskad rörpoststation. Ordet "rörpost" finns belagt i svenska språket sedan 1873.
System för rörpost började att användas vid mitten av 1800-talet. Tekniken utvecklades som en spinoff från försök man gjort med att använda tryckluft för att befordra gods och människor. Den första rörpostanläggningen som togs i bruk var en cirka hundra meter lång sträcka i London 1853. På 1860-talet och senare öppnades omfattande anläggningar i London, Paris, Berlin och andra storstäder, anläggningar som successivt byggdes ut. Luftpumparna betjänades först av ångmaskiner, men dessa ersattes senare av förbränningsmotorer eller elektriska motorer. En försändelse kunde lämnas in vid en station och efter ankomst till slutstationen fördes det vidare av ilbud och nådde adressaten inom en timme. I Berlin fanns 1940 400 km rör och i Paris som mest 467 km. Vid mitten av 1900-talet inleddes avvecklingen och postbilar och telefax började att ersätta den stadsomfattande rörposten. I Wien upphörde rörposten 1956, i London och Västberlin 1963 och Paris 1984.
Rörpost kom också att användas internt inom och mellan byggnader. Det är fortfarande vanligt förekommande på sjukhus, där man behöver transportera exempelvis prover och provsvar snabbt. Region Sörmland och Region Uppsala har på 2020-talet gjort stora investeringar i rörpostsystem. Rörpost har använts för säkrare kontanthantering i butiker. Regeringskansliet i Sverige har haft ett omfattande system, cirka 4 km, men det används allt mindre och kommer eventuellt att avvecklas.

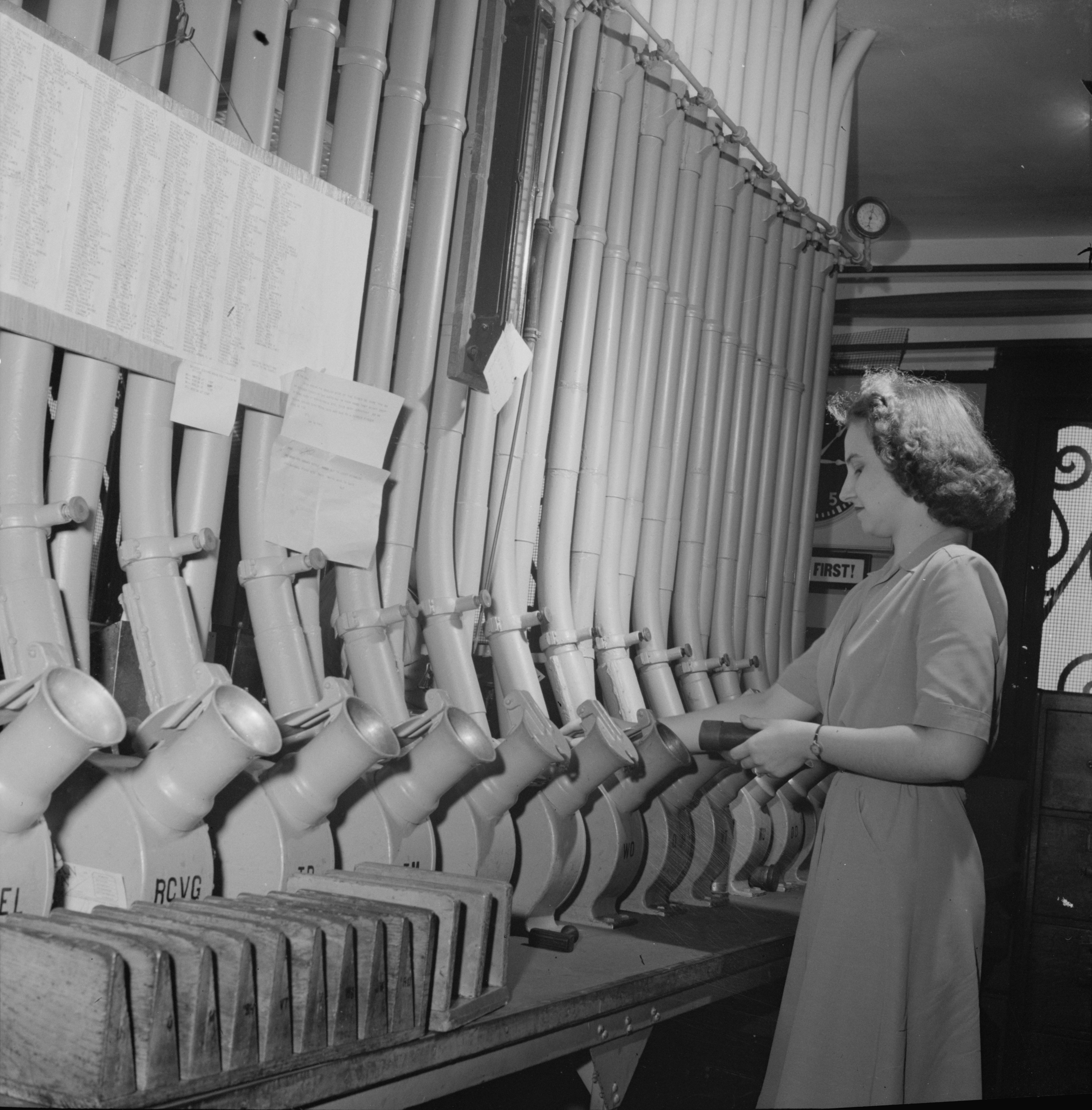
Rörpostsystem i Washington D.C. 1943.

De vanligaste typerna av rörpostsystem är alla-till-alla där man med hjälp av ett datorsystem kan skicka post till alla stationer inom systemet eller ett stjärnkopplat system där alla stationer kan skicka post till en central station.